# Saison 1912-1913 des Canadiens de Montréal
Autres saisons
Saison précédente Saison suivante
La saison 1912-1913 de hockey sur glace est la quatrième saison que jouent les Canadiens de Montréal. Ils évoluent alors dans l'Association nationale de hockey et finissent à la troisième place du classement.

## Saison régulière
Le 18 janvier 1913, les Canadiens l'emportent 6-0 contre les Sénateurs d'Ottawa et Georges Vézina en profite pour réaliser le premier blanchissage de sa carrière.

### Classement
|                       | PJ | V  | D  | N | BP  | BC |
| --------------------- | -- | -- | -- | - | --- | -- |
| Bulldogs de Québec    | 20 | 16 | 4  | 0 | 112 | 75 |
| Wanderers de Montréal | 20 | 10 | 10 | 0 | 93  | 90 |
| Blueshirts de Toronto | 20 | 9  | 11 | 0 | 86  | 95 |
| Les Canadiens         | 20 | 9  | 11 | 0 | 83  | 81 |
| Sénateurs d'Ottawa    | 20 | 9  | 11 | 0 | 87  | 81 |
| Tecumsehs de Toronto  | 20 | 7  | 13 | 0 | 59  | 98 |

### Match après match

#### Décembre
| No | Date        | Visiteur              | Score | Domicile              | Fiche |
| -- | ----------- | --------------------- | ----- | --------------------- | ----- |
| 1  | 25 décembre | Les Canadiens         | 9 - 5 | Blueshirts de Toronto | 1-0-0 |
| 2  | 28 décembre | Blueshirts de Toronto | 5 - 8 | Les Canadiens         | 2-0-0 |

#### Janvier
| No | Date        | Visiteur              | Score | Domicile              | Fiche |
| -- | ----------- | --------------------- | ----- | --------------------- | ----- |
| 3  | 1er janvier | Les Canadiens         | 4 - 3 | Tecumsehs de Toronto  | 3-0-0 |
| 4  | 4 janvier   | Sénateurs d'Ottawa    | 7 - 3 | Les Canadiens         | 3-1-0 |
| 5  | 8 janvier   | Les Canadiens         | 4 - 3 | Wanderers de Montréal | 4-1-0 |
| 6  | 11 janvier  | Les Canadiens         | 3 - 4 | Bulldogs de Québec    | 4-2-0 |
| 7  | 15 janvier  | Bulldogs de Québec    | 4 - 5 | Les Canadiens         | 5-2-0 |
| 8  | 18 janvier  | Les Canadiens         | 6 - 0 | Sénateurs d'Ottawa    | 6-2-0 |
| 9  | 22 janvier  | Wanderers de Montréal | 4 - 3 | Les Canadiens         | 6-3-0 |
| 10 | 25 janvier  | Tecumsehs de Toronto  | 4 - 5 | Les Canadiens         | 7-3-0 |

#### Février
| No | Date        | Visiteur              | Score | Domicile              | Fiche  |
| -- | ----------- | --------------------- | ----- | --------------------- | ------ |
| 11 | 1er février | Les Canadiens         | 1 - 2 | Sénateurs d'Ottawa    | 7-4-0  |
| 12 | 5 février   | Tecumsehs de Toronto  | 6 - 2 | Les Canadiens         | 7-5-0  |
| 13 | 8 février   | Les Canadiens         | 2 - 3 | Blueshirts de Toronto | 7-6-0  |
| 14 | 12 février  | Wanderers de Montréal | 4 - 6 | Les Canadiens         | 8-6-0  |
| 15 | 15 février  | Sénateurs d'Ottawa    | 3 - 2 | Les Canadiens         | 8-7-0  |
| 16 | 19 février  | Les Canadiens         | 2 - 4 | Bulldogs de Québec    | 8-8-0  |
| 17 | 22 février  | Wanderers de Montréal | 7 - 6 | Les Canadiens         | 8-9-0  |
| 18 | 26 février  | Les Canadiens         | 4 - 5 | Wanderers de Montréal | 8-10-0 |

#### Mars
| No | Date     | Visiteur              | Score | Domicile             | Pts  |
| -- | -------- | --------------------- | ----- | -------------------- | ---- |
| 19 | 1er mars | Les Canadiens         | 3 - 1 | Tecumsehs de Toronto | 9-10 |
| 20 | 5 mars   | Blueshirts de Toronto | 6 - 2 | Les Canadiens        | 9-11 |

## Effectif
- Entraîneur : Napoléon Dorval
- Gardien de but : Georges Vézina
- Joueurs : Louis Berlinguette, Hector Dallaire, Louis Degray, Ernie Dubeau, Clayton Fréchette, Hyacinthe Guevremont, Alphonse Jetté, Jean-Baptiste « Jack » Laviolette, Eugène Payan, Didier Pitre, Fred Povey, Don Smith et Édouard « Newsy » Lalonde (capitaine).